# Андрі Рагеттлі
Андрі Рагеттлі (21 серпня 1998 , Флімс ) — швейцарський фристайліст, чемпіон світу.

## Результати

### Олімпійські ігри
| Рік  | Місто                     | Слоупстайл | Біг-ейр |
| ---- | ------------------------- | ---------- | ------- |
| 2018 | Пхьончхан, Південна Корея | 7          | Н/Д     |
| 2022 | Пекін, Китай              | 4          | 14      |

### Чемпіонат світу
| Рік  | Місто                  | Слоупстайл | Біг-ейр |
| ---- | ---------------------- | ---------- | ------- |
| 2017 | Сьєрра-Невада, Іспанія | 6          | Н/Д     |
| 2021 | Аспен, США             | 1          | 6       |
| 2023 | Бакуріані, Грузія      | 3          | —       |
| 2025 | Енгадін, Швейцарія     | 4          |         |

### Кубок світу
| Сезон   | Дата              | Місце проведення            | Дисципліна | Місце |
| ------- | ----------------- | --------------------------- | ---------- | ----- |
| 2014–15 | 14 березня 2015   | Сільваплана, Швейцарія      | слоупстайл | 2     |
| 2015–16 | 12 лютого 2016    | Бостон, США                 | біг-ейр    | 2     |
| 2015–16 | 4 березня 2016    | Сільваплана, Швейцарія      | слоупстайл | 2     |
| 2016–17 | 11 лютого 2017    | Квебек, Канада              | біг-ейр    | 3     |
| 2016–17 | 12 лютого 2017    | Квебек, Канада              | слоупстайл | 1     |
| 2017–18 | 27 серпня 2017    | Кардрона, Нова Зеландія     | слоупстайл | 2     |
| 2017–18 | 18 листопада 2017 | Мілан, Італія               | біг-ейр    | 3     |
| 2017–18 | 13 січня 2018     | Аспен, США                  | слоупстайл | 1     |
| 2017–18 | 21 січня 2018     | Момантова гора, США         | слоупстайл | 2     |
| 2017–18 | 3 березня 2018    | Сільваплана, Швейцарія      | слоупстайл | 2     |
| 2017–18 | 16 березня 2018   | Сейсер Альм, Італія         | слоупстайл | 2     |
| 2018–19 | 7 вересня 2018    | Кардрона, Нова Зеландія     | біг-ейр    | 1     |
| 2018–19 | 4 листопада 2018  | Модена, Італія              | біг-ейр    | 3     |
| 2018–19 | 12 січня 2019     | Фон-Роме-Одейо-Віа, Франція | слоупстайл | 3     |
| 2018–19 | 16 березня 2019   | Квебек, Канада              | біг-ейр    | 3     |
| 2018–19 | 30 березня 2019   | Сільваплана, Швейцарія      | слоупстайл | 1     |
| 2019–20 | 3 листопада 2019  | Модена, Італія              | біг-ейр    | 3     |
| 2019–20 | 31 січня 2020     | Момантова гора, США         | слоупстайл | 1     |
| 2019–20 | 15 лютого 2020    | Калгарі, Канада             | слоупстайл | 1     |
| 2020–21 | 21 листопада 2020 | Штубайталь, Австрія         | слоупстайл | 1     |
| 2021–22 | 16 січня 2022     | Фон-Роме-Одейо-Віа, Франція | слоупстайл | 1     |
| 2021–22 | 5 березня 2022    | Бакуріані, Грузія           | слоупстайл | 1     |
| 2021–22 | 26 березня 2022   | Сільваплана, Швейцарія      | слоупстайл | 3     |
| 2022–23 | 19 листопада 2022 | Штубайталь, Австрія         | слоупстайл | 2     |
| 2022–23 | 22 січня 2023     | Лаакс, Швейцарія            | слоупстайл | 1     |
| 2022–23 | 4 лютого 2023     | Момантова гора, США         | слоупстайл | 3     |

Оновлення 19 лютого 2023.
023.